# Ludwig Beck
Pour les articles homonymes, voir Beck.
 (avril 2020).
Si vous disposez d'ouvrages ou d'articles de référence ou si vous connaissez des sites web de qualité traitant du thème abordé ici, merci de compléter l'article en donnant les références utiles à sa vérifiabilité et en les liant à la section « Notes et références ».
Ludwig Beck est un général allemand, né le 29 juin 1880 à Biebrich et mort le 20 juillet 1944 à Berlin. Il est chef d'état-major adjoint de l'Armée de terre allemande (la Heer) de 1935 à 1938.
Il a toujours refusé d'adhérer au parti national-socialiste, bien qu'il ait d'abord approuvé les prises de position du parti contre le traité de Versailles et en faveur de la reconstitution des forces armées allemandes. Mais, à la fin des années 1930, il devient un opposant déterminé au parti et à la politique expansionniste du Troisième Reich. Il se suicide peu après l'échec du complot du 20 juillet 1944 contre Hitler, dont il était l'un des principaux instigateurs.

## Une formation militaire
Né en 1880 dans la Ruhr, à Biebrich, actuellement dans la banlieue de Wiesbaden, alors capitale de la province de Hesse-Nassau, Ludwig Beck est éduqué dans la tradition d'une vieille famille d'officiers prussiens. Il est le fils de l'industriel Ludwig Beck (de) et de son épouse Bertha née Draudt.
Après avoir obtenu son diplôme à l'école de Wiesbaden, le jeune Ludwig Beck intègre le 12 mars 1898 le 15e régiment d'artillerie de campagne de l'armée prussienne à Strasbourg en tant que cadet. En 1899, il est diplômé de l'Académie militaire de Neisse. Le 18 août 1899, il est promu au grade de lieutenant.
En 1902 et 1903, toujours dans l'artillerie, il suit les cours de l'École de génie de Charlottenburg, avant de rejoindre de 1908 à 1911 l'Académie de guerre de Berlin. Pendant cette période, il est toujours rattaché à son régiment stationné à Strasbourg et à Sarrebourg. En mars 1912, il est nommé au Grand État-Major général à Berlin, puis le 1er octobre 1913 il est promu capitaine (Hauptmann).

## Première Guerre mondiale
Il sert sur le front de l'Ouest durant la Première Guerre mondiale. En 1914, il devient officier-major général en second du 6e corps de réserve. En 1916, il est nommé premier officier-major général de la 117e division et plus tard de la 13e division de réserve.
Fin 1916, il rejoint l'état-major général du Haut-Commandement allemand du groupe d'armées du Kronprinz. Le 18 avril 1918, il est promu au grade de commandant (Major).
Le 12 mai 1916, il épouse Amelia Pagenstecher qui meurt en couches en janvier 1917 à la naissance de leur fille Gertrude.

## République de Weimar
À l'issue de la guerre, il est maintenu au service de l'État-Major général (le Truppenamt) de la nouvelle Reichswehr, au format extrêmement réduit dans le cadre du traité de Versailles.
Entre 1919 et 1922, il exerce divers commandements, et travaille aux côtés du général von Seeckt. À compter du 1er octobre 1922, il devient commandant du 6e régiment d'artillerie à Münster (Westphalie). Un an plus tard, il reprend la direction des formations au commandement à l'ancienne académie militaire, tout en exerçant le commandement militaire du district VI, également à Munster. Puis, il est pendant quatre ans chef de l’état-major général (Generalstabschef) de l'armée du district IV à Dresde. Après sa promotion au grade de colonel (Oberst) le 1er février 1929, il commande le 5e régiment d'artillerie stationné à Fulda pendant deux ans à partir du 1er octobre.
En septembre et octobre 1930, toujours au 5e régiment d'artillerie, il prend la défense de trois de ses subordonnés qui étaient accusés au tribunal de Leipzig d'appartenir au parti national-socialiste, appartenance alors prohibée au sein de la Reichswehr. Il témoigne autant pour défendre ses subordonnés que pour faire admettre que l'appartenance au parti nazi n'était pas en désaccord avec les objectifs d'un militaire (contre le traité de Versailles). C'est à ce moment qu'il rencontre pour la première fois Hitler venu lui aussi témoigner en faveur de ces soldats.
Il commande avec Werner von Fritsch la 1re division de cavalerie, puis devient général en 1932 et remplace Wilhelm Adam à la tête du Truppenamt ou quartier général non officiel.

## Troisième Reich

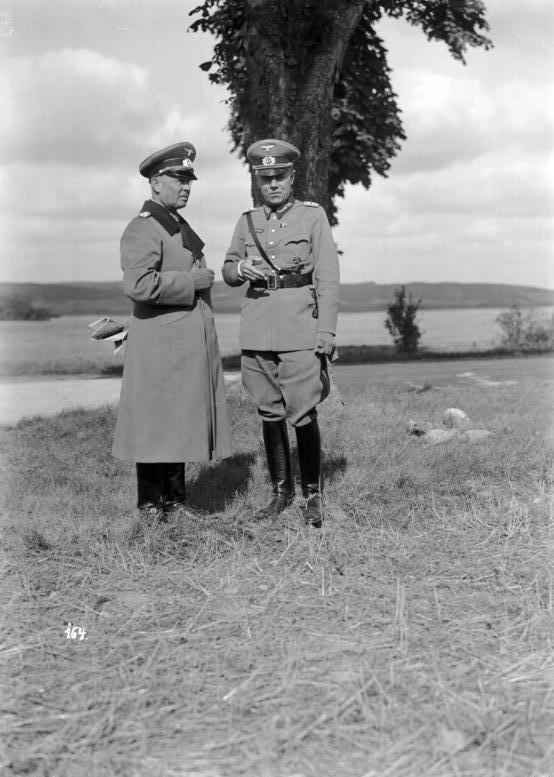
Werner von Fritsch et Ludwig Beck (à droite) lors de manœuvres de la Wehrmacht en 1937.

En 1933, il est affecté au Quartier général de la Reichswehr. Il devient chef d'état-major adjoint de l'Armée de terre allemande deux ans plus tard sous les ordres de Fritsch, commandant en chef de l’Armée de terre. Il prône le développement de l'arme blindée et soutient Heinz Guderian dans sa conception de la tactique de guerre qui emploie largement les blindés.
Il fait partie d'un groupe de rédacteurs au sein de l'armée réduite qui met au point un manuel d'opérations, la Truppenführung (ce manuel est encore la base de celui utilisé par l'armée), qui a été publié en 1933 et 1934. Il est aussi à l'origine d'une note en 1934 sur les manœuvres militaires blindées britanniques.

Il exerce une grande influence sur le corps des officiers car il est reconnu comme l'un des hommes qui rend son importance à l'armée, la Reichswehr s'approchant de l'illustre renommée de la Deutsches Heer (pour le corps des officiers).

### Relations avec le pouvoir

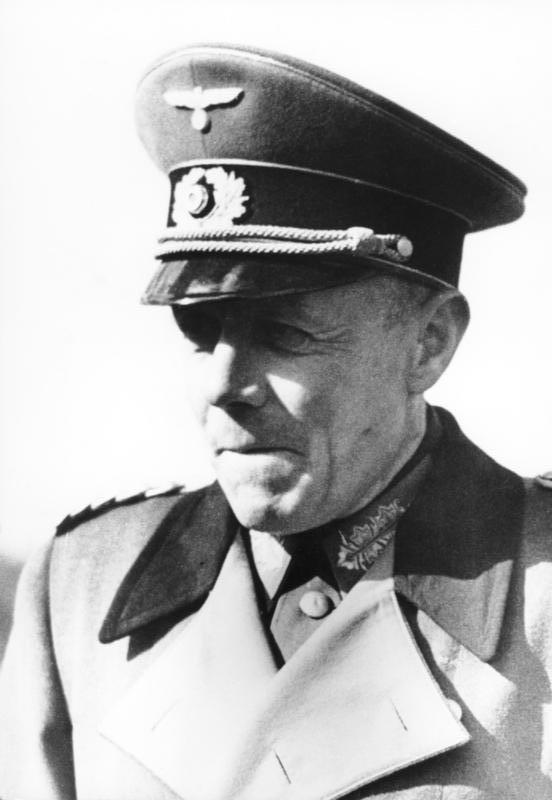
Ludwig Beck en 1938.

#### Un début favorable
Au moment de la prise du pouvoir national-socialiste, il note : « J'avais espéré depuis des années une révolution politique, maintenant mes vœux s'exauçaient. C'était le premier rayon d'espoir depuis 1918 ».

#### La fêlure de 1934
En juin 1934, contestant la politique agressive de Hitler, il tire la sonnette d'alarme. Il pense que l'armée n'est pas prête à faire face alors que les alliances en Europe isolent l'Allemagne. Le 29 juin 1934, Beck fait part au chancelier Hitler qu'il avait accepté le poste de chef d’état-major adjoint de l'armée de terre pour construire une armée puissante, mais pas en vue de conquérir des territoires.
Hitler lui rétorque : « une armée pour préparer la paix n'existe pas, elle n'existe que pour la conduite triomphante de la guerre ». Beck rappelle la promesse de Hitler à Hindenburg de ne pas entraîner le pays dans une nouvelle guerre et lui déclare qu'un nouveau conflit porterait sur plusieurs fronts et que l'Allemagne n'y survivrait pas. Le même jour au quartier général, Beck, apprenant de l'amiral Canaris que Hitler s'apprête à déclencher les purges de la Nuit des longs couteaux pour anéantir l'opposition au régime (dont le précédent chancelier Kurt von Schleicher et l’assistant de ce dernier, Ferdinand von Bredow, faisaient partie), fait avertir Schleicher de la menace, mais celui-ci n'en tient pas compte.
Après la mort du président Hindenburg, le 3 août, Hitler devient commandant en chef de l’ensemble des forces armées (Oberste Befehlshaber der Reichswehr puis, à partir de 1935, Oberste Befehlshaber der Wehrmacht). Beck qui a prêté serment à Hitler, estime les conditions favorables pour la Reichswehr. Il soutient la remilitarisation de la Rhénanie contre l'avis du ministre de la Défense du Reich, Blomberg.

#### Les tensions de 1937 et 1938
En mai 1937, Ludwig Beck estime que le « plan Otto » (Fall Otto), l'expansion territoriale du Reich vers la Tchécoslovaquie, est trop ambitieux. Il produit de nombreux mémorandums pour que son supérieur, Werner von Fritsch, tente de faire changer Hitler de point de vue et va même jusqu'à demander secrètement au Royaume-Uni de s'opposer à l'annexion des Sudètes en promettant que les généraux allemands ne participeraient pas à « un crime contre la civilisation », mais il n'est pas écouté. Son plus grand souci est le front ouest, qui est incapable de résister à une avancée des troupes françaises si l'armée allemande est impliquée dans une grande offensive contre l'armée tchécoslovaque. Il écrit : « Le devoir d’obéissance d’un soldat se termine dès l’instant où il reçoit un ordre incompatible avec sa conscience et son sens des responsabilités ! » pour protester et demeurer fidèle à ses convictions personnelles. Il démissionne le 18 août 1938 et se trouve confronté à la réprobation publique.
Il prévient le Foreign Office britannique qu'un renversement de Hitler est envisagé et qu'un gouvernement l'incluant avec Schacht, Halder et Canaris est prêt à prendre la relève, mais Londres ignore cette proposition.
Comme il s'oppose à Hitler sur la crise des Sudètes, Beck démissionne le 18 août 1938 et est remplacé par Franz Halder le 27 août. Sa démission n'est rendue publique que le 31 octobre, après l'invasion du territoire des Sudètes, à l'issue des accords de Munich. Beck est alors mis à la retraite d’office.

## Résistance et mort

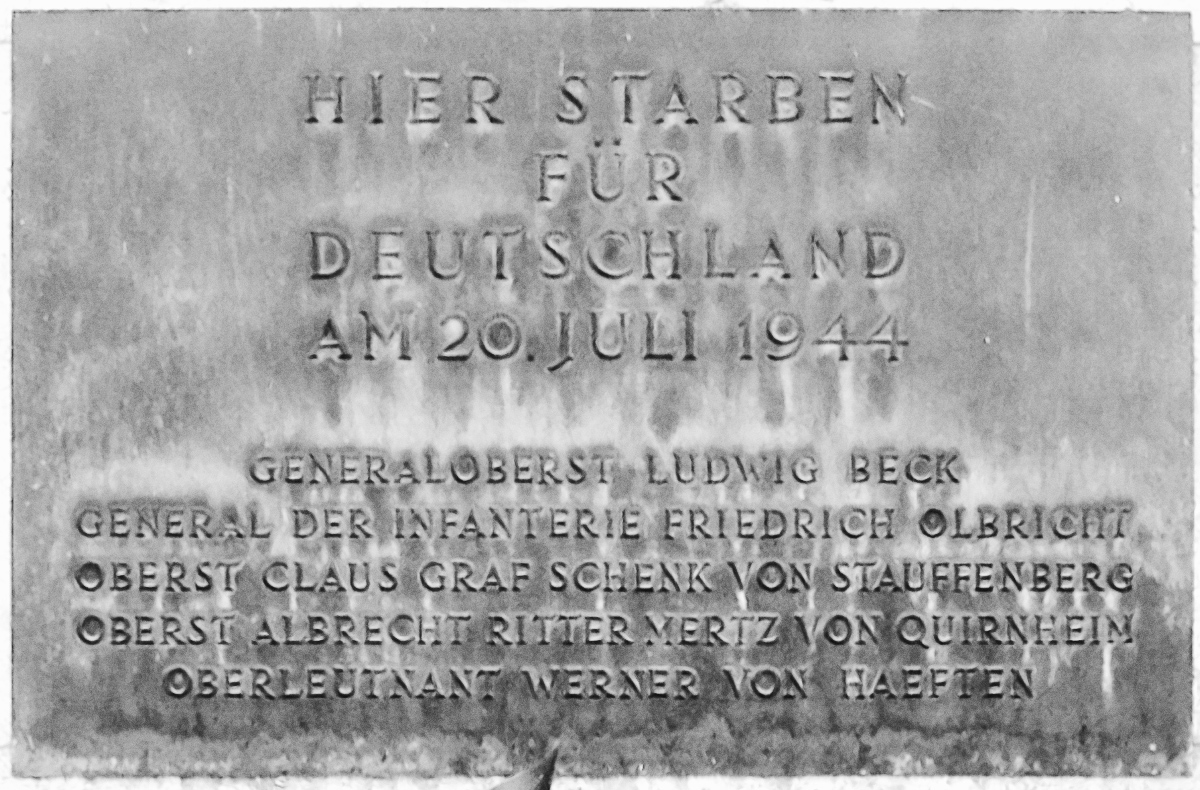
Stèle en mémoire des officiers assassinés dans la nuit du 20 au 21 juillet 1944.

Ludwig Beck est à la retraite, mais reste en contact avec les généraux d'active. Son prestige reste important dans le corps des officiers. En janvier et février 1940, il soutient les diplomates et hommes politiques Goerdeler, Popitz, Hassel qui proposent une paix avec l'Ouest, le temps d'incorporer les territoires conquis (Autriche, Tchécoslovaquie, une partie de la Pologne). Il discute avec Goerdeler, Hassel et Erwin von Witzleben de la possibilité de sortir du régime nazi en 1940 et 1941.
En 1943, il participe à deux complots, visant à tuer Hitler à l’aide d’une bombe. En 1944, les conspirateurs lui demandent, dès que Hitler aura été assassiné, de prendre sa succession à la tête de l'État et des armées, Goerdeler étant censé s'emparer du pouvoir civil en devenant le nouveau chancelier. Le soir de l'attentat du 20 juillet 1944, après l'échec de celui-ci, Beck se suicide sur l'ordre du général Fromm, qui lui demande d'assumer les conséquences de ses actes. Il ne fait que se blesser et un sergent est chargé de lui donner le « coup de grâce ».

## Postérité
Dans de nombreux films ou téléfilms, son rôle a été mis en exergue et l'interprétation de son personnage a notamment été assurée par :
- Karl Ludwig Diehl (en) dans C'est arrivé le 20 Juillet, film allemand de 1955 ;
- Werner Wieland (de) dans Libération, film soviétique de 1971 ;
- Ian Richardson dans Le Complot pour tuer Hitler (en), série télévisée de 1990 ;
- Remo Girone (en) dans Opération Walkyrie, série télévisée de 2004 ;
- Terence Stamp dans Walkyrie, film américain de 2008[b].

Les services postaux de l'Allemagne de l'Ouest éditent un timbre à son effigie en 1964, à l'occasion du vingtième anniversaire de l'attentat du 20 juillet 1944.

## Décorations
- Croix de fer de première classe en 1914
- Grand-croix de l'ordre de Hohenzollern
- Ordre de la Couronne de Prusse
- Médaille du service
- Croix de première classe de l'ordre d'Albert
- Croix de première classe de l'ordre de Frédéric
- Croix hanséatique de Frédéric-Auguste II d'Oldenbourg
- Croix hanséatique de Hambourg
- Croix hanséatique de Brême
- Croix de service loyal de Schaumburg-Lippe
- Étoile de Gallipoli (Empire ottoman)
- Médaille de la Wehrmacht pour vingt-cinq ans de service